# Zeitschrift für Kunsttechnologie und Konservierung
Die Zeitschrift für Kunsttechnologie und Konservierung (ZKK) ist eine wissenschaftliche Zeitschrift für Restauratoren und Museen auf den Gebieten der Materialkunde, des Erhalts von, der Pflege von und des Umgangs mit Kulturgut.

## Geschichte
Die Zeitschrift wurde 1987 gegründet. Dies war eine Reaktion darauf, dass es damals keine von den Anstellungsträgern unabhängige Zeitschrift für Restauratoren gab, kontrovers diskutierten fachlichen Fragen der Restaurierung zwischen Museen und Restauratoren also keine Veröffentlichungsplattform zur Verfügung stand. Die Konflikte blieben so intern und eine öffentliche, die Debatte voranbringende Diskussion fand nicht statt. Auch ist die Zeitschrift als Mittel entstanden, mit dem sich akademisch ausgebildete Restauratoren verstärkt vom Handwerk absetzen wollten. Bis zum Jahr 2000 war die Zeitschrift zugleich auch das Publikationsorgan des Deutschen Restauratorenverbandes (DRV). Anfang 2001 ging der DRV im Verband der Restauratoren (VDR) auf.

## Erscheinungsweise
Die Zeitschrift erscheint zwei Mal jährlich, seit Erscheinungsbeginn bei der Wernerschen Verlagsgesellschaft in Worms. Herausgeber sind derzeit (2018):
- Ursula Haller, Hochschule für Bildende Künste Dresden
- Christoph Krekel, Staatliche Akademie der Bildenden Künste Stuttgart
- Iris Schaefer, Wallraf-Richartz-Museum & Fondation Corboud, Köln
- Volker Schaible, Staatliche Akademie der bildenden Künste Stuttgart

Die Zeitschrift ist international verbreitet. Etwa ein Drittel der Abonnenten sind Bibliotheken weltweit.